# نويل أهيرن
نويل أهيرن (بالإنجليزية: Noel Ahern)‏ (و. 1944 –  م) هو سياسي من جمهورية أيرلندا. ولد في دبلن.

## التعليم
تعلم في جامعة كلية دبلن.